# ليمباخ إل 550 إي
ليمباخ إل 550 إي محرك طائرات ألماني من تصميم وإنتاج شركة ليمباخ فلوغموترن ومقرها مدينة كونيغسفينتر. دخل المحرك مرحلة الإنتاج المتسلسل سنة 1987.

## التصميم والتطوير
محرك إل 550 إي محرك بنزين مقاوم أفقيًا، رباعي الأشواط، ومبرد بالهواء. للمحرك قوة تبلغ 37 كـو (50 حصان) عند 7500 دورة في الدقيقة، ويمكنه قيادة مروحة دافعة بشكل مباشر أو عبر صندوق تروس.
يستخدم المحرك نظام اشتعال مغنطيسي فردي مع أربع مفحمات، ويتم تشحيمه أثناء العمل بواسطة خلط الزيت مع الوقود بنسبة زيت تبلغ 1:25 عند استخدام زيت معدني أو 1:50 عند استخدام زيت اصطناعي.

### النسخة الإيرانية
تسوق شركة مادو الإيرانية نسخة محلية من المحرك منذ سنة 2014. يُستخدم المحرك الإيراني لتشغيل الطائرات دون طيار من طراز شاهد 136.

## المواصفات
البيانات من الشركة المصنعة وكتاب World Directory of Leisure Aviation 2011-12 and

### الخصائص العامة
- نوع: Four cylinder, two stroke aircraft engine
- قطر الأسطوانة: 66 مـم (2.60 بوصة)
- الشوط: 40 مـم (1.57 بوصة)
- الإزاحة: 548 سم3 (33.4 بوصة3)
- الطول: 300 مـم (11.8 بوصة)
- عرض: 410 مـم (16.1 بوصة)
- ارتفاع: 301 مـم (11.9 بوصة)
- الوزن الجاف: 16 كـغ (35 رطل)

### مكونات
- نوع الوقود: بنزين بدون رصاص 90 أوكتان
- نظام الزيت: خليط من الزيت والوقود بمعدل 1:25 للزيوت المعدنية و 1:50 للزيوت الصناعية
- نظام التبريد: الهواء

### الأداء
- إنتاج الطاقة: 37 كـو (50 حصان)

## روابط خارجية
- موقع الشركة الرسمي